# Septembermoorden

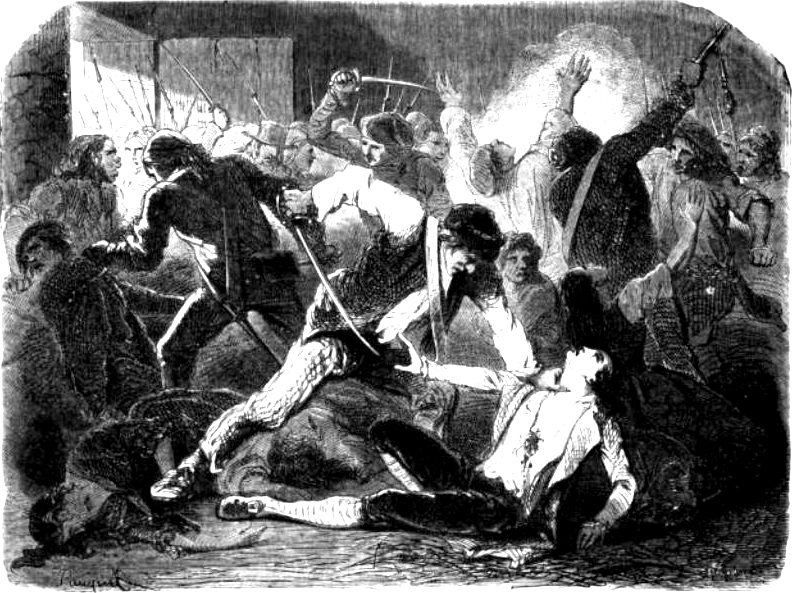
De septembermoorden

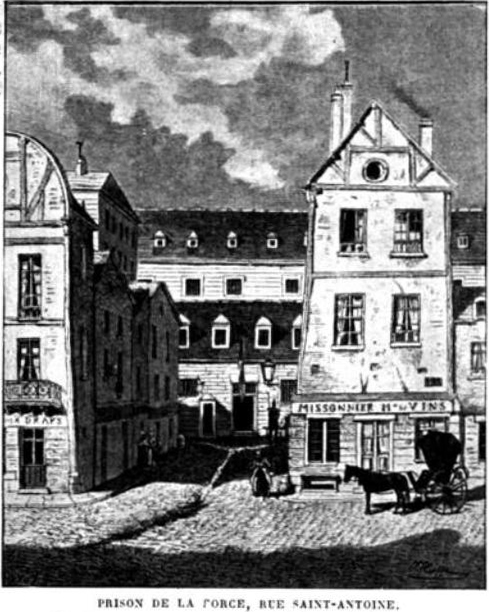
De gevangenis "La Force" in de Rue Saint-Antoine

De Septembermoorden vonden plaats in Parijs van 2 tot 6, c.q. 9 september 1792. Gedurende vier dagen (honderd uur) trok een groepje van ca. 150-300 man van de ene naar de andere gevangenis om tegenstanders van de Franse Revolutie uit de weg te ruimen. De gevangenissen waren aan het einde van de gebeurtenissen half leeg.
Op 2 september telde Parijs 2.800 gevangenen in negen verschillende gevangenissen, waarvan 1.000 waren opgesloten sinds de bestorming van de Tuilerieën op 10 augustus. Circa 1.360 gevangenen werden op sadistische wijze afgeslacht, onder wie 30 aristocraten, 250 priesters en drie bisschoppen; 440 man zijn spoorloos verdwenen. Hun lot is niet geregistreerd.
Van de slachtoffers op 2 september of later zouden 70% geen contrarevolutionairen of "schurken" zijn geweest, maar gewone gedetineerden, vervalsers van assignaten, vrouwen, adolescenten, kinderen of geestelijk gestoorden, die op verzoek van de familie waren opgesloten. De overigen waren aristocraten en geestelijken. Een klein deel behoorde tot de Zwitserse garde, 43 waren nog geen achttien. Veertig prostituees, die niets met de revolutie te maken hadden, werden mishandeld, verkracht en vervolgens vermoord door de revolutionairen.
De moorden in Parijs waren op 6 of 7 september afgelopen, maar gingen in Reims en Meaux door. Er vielen op 9 september nog ca. 44 slachtoffers in de buurt van het kasteel van Versailles, waaronder twee voormalige ministers en een bisschop. Ook in Lyon werden op diezelfde dag elf mannen vermoord.

## Context

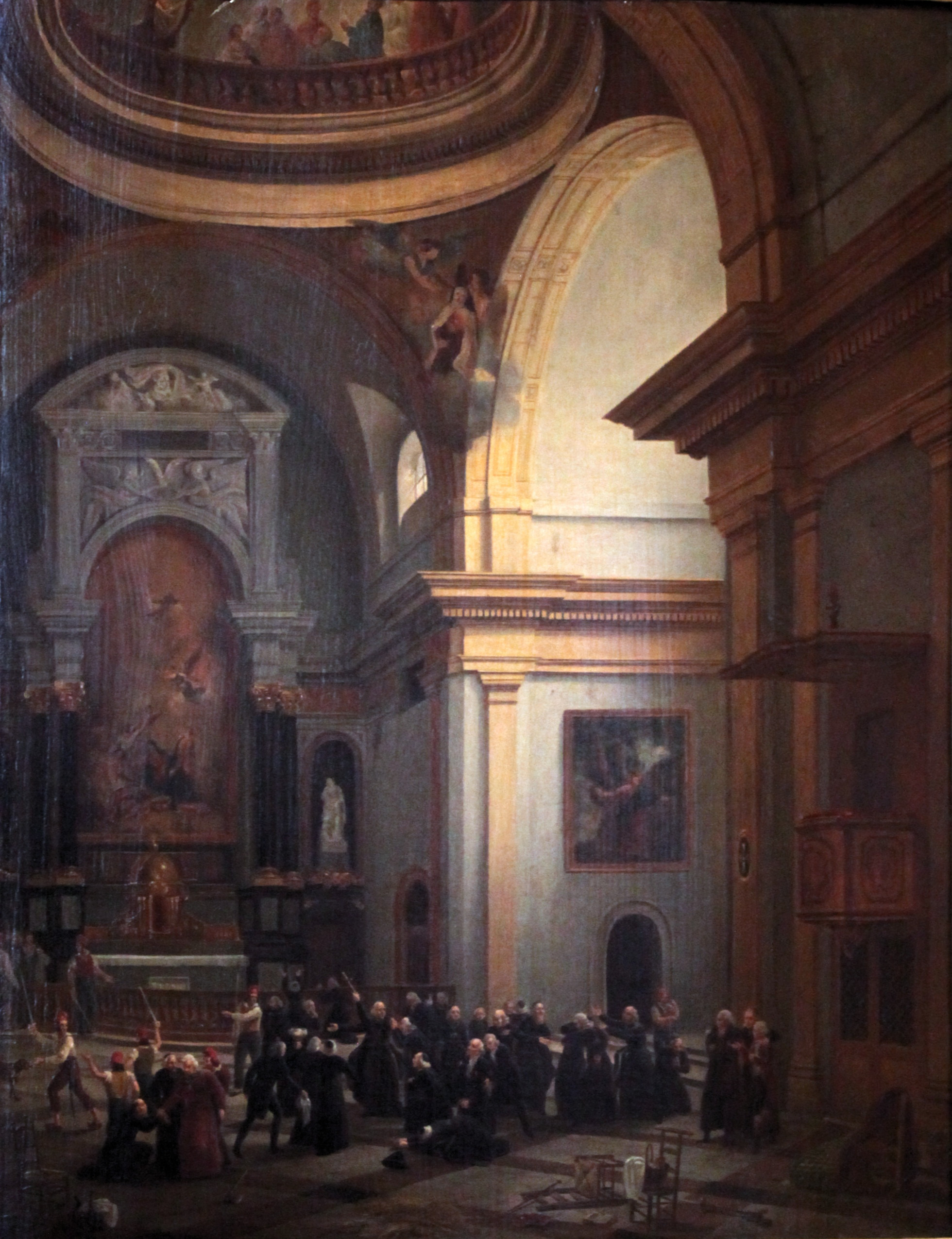
Le massacre des Carmes door Marie-Marc-Antoine Bilcocq (1830) Musée de la Révolution française

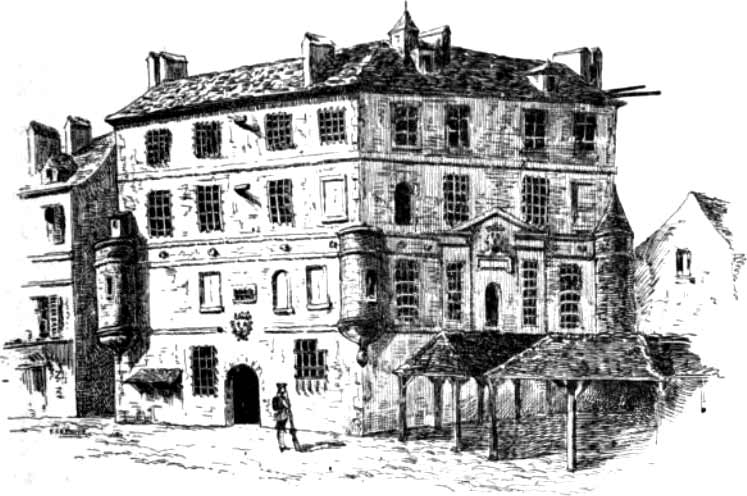
La prison de l'Abbaye

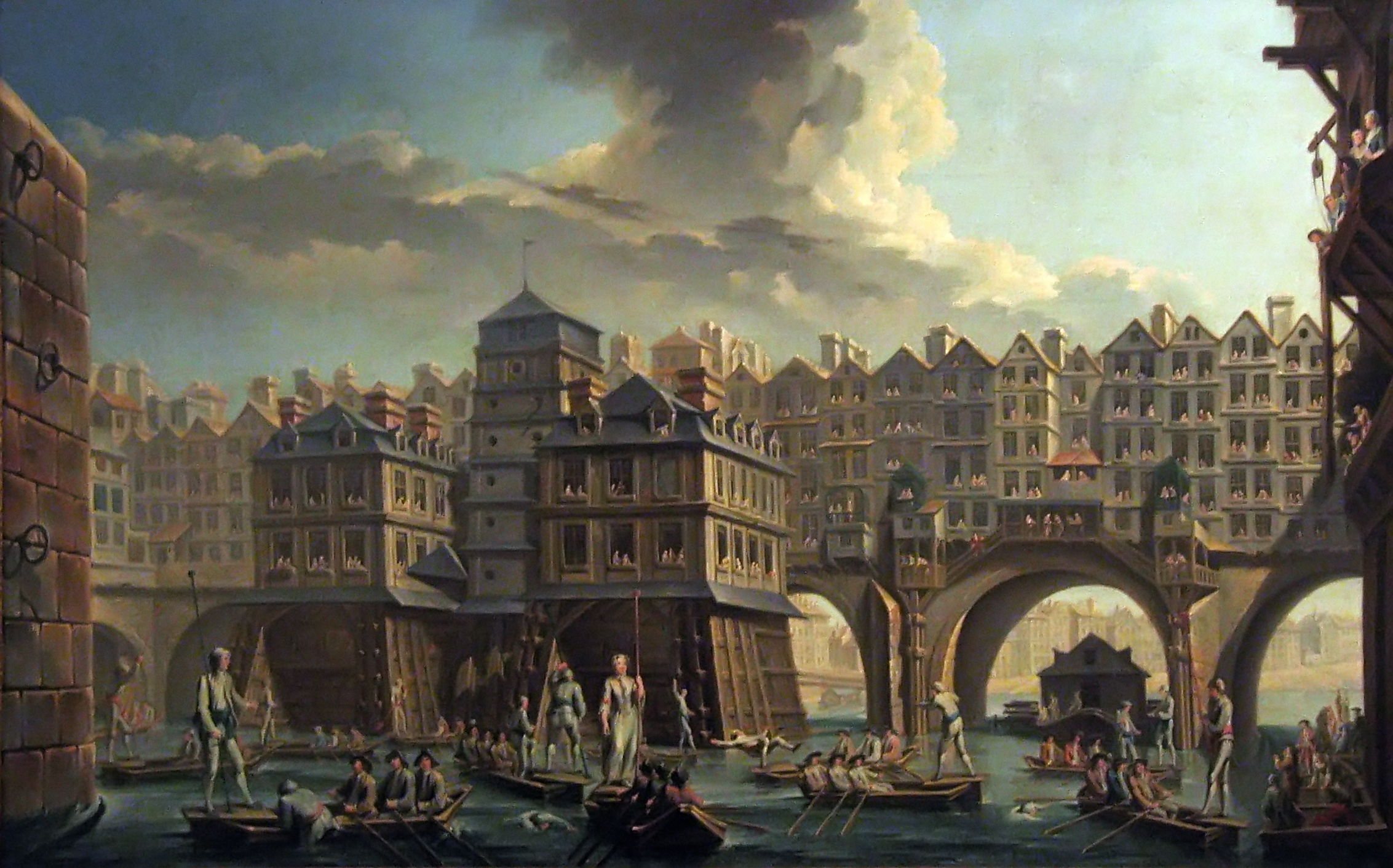
De Pont au Change geschilderd in 1756 door Nicolas-Jean-Baptiste Raguenet

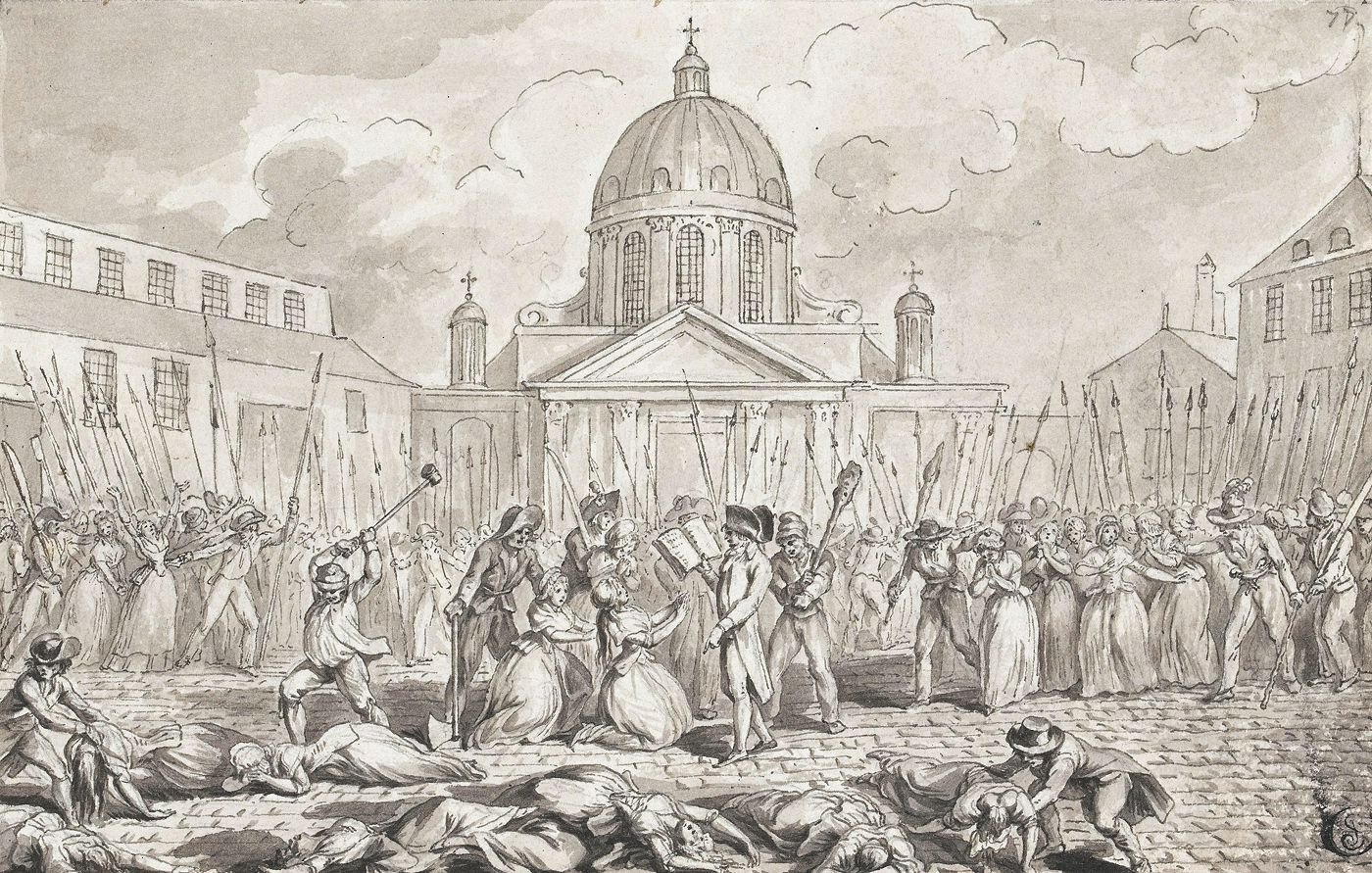
De septembermoorden aan de Salpêtrière

Tijdens de Eerste Coalitieoorlog was Frankrijk betrokken in een oorlog met Oostenrijk en Pruisen en de buitenlandse legers bedreigden Parijs. Die dreiging werd zo groot geacht dat op 11 juli 1792 de mobilisatie van de Nationale Garde werd afgekondigd: La Patrie en danger! (Het vaderland in gevaar!). Op 1 augustus werd het manifest van de hertog van Brunswijk, van plan om Lodewijk XVI al zijn macht terug te geven en alle tegenstanders van de absolute monarchie te executeren, bekendgemaakt in Parijs.
Op 10 augustus werd de koninklijke residentie, de Tuilerieën, aangevallen door Sansculotten, leden van de opstandige Parijse Commune, die de vorige dag het wettige stadsbestuur had afgezet. Op 13 augustus werd de koninklijke familie opgesloten in het fort Tour du Temple. Op 17 augustus werd een voorlopig Revolutionair Tribunaal opgericht door de pas benoemde minister van Justitie George Danton "om de vraag naar rechtvaardigheid onder het volk te bevredigen". Vanaf die tijd vond een groot aantal arrestaties plaats onder de royalisten en geestelijken die niet bereid waren een eed af te leggen op een wet waarin geestelijken gewone burgers waren geworden ("Constitution civile du clergé") 
Het Pruisische leger had op 20 augustus bij Rédange de grenzen overschreden: Longwy capituleerde op de 26e en Thionville werd omsingeld.  Op 27 augustus verscheen er een brochure dat er een complot was ontdekt om alle goede burgers van de hoofdstad (patriotten) te vermoorden in de nacht van 2 op 3 september. Op 28 augustus begonnen op bevel van Danton de huiszoekingen bij van samenzwering verdachte burgers, d.w.z. royalisten en priesters. Volgens Danton zou iedereen die weigerde zijn wapen af te geven of deel te nemen aan de strijd met de dood bestraft moeten worden. Op 29 augustus werd een uitgaansverbod ingesteld dat drie dagen van kracht was. Op 30 augustus verbood de Wetgevende Vergadering de opstandige Parijse Commune; leden van de Commune zouden hun boekje te buiten zijn gegaan bij de huiszoekingen. In de ogen van de Commune leek het een poging om het oude gemeentebestuur te herstellen. De Sansculotten voelden zich zeer waarschijnlijk verraden.
De machtsverhoudingen waren verstoord volgens Jonathan Israel; Robespierre was niet langer bereid samen te werken met de Girondijnen. Hij beschuldigde Jacques Pierre Brissot en Jean-Marie Roland de la Platière als "vijanden van het volk. Roland dacht erover Parijs te verlaten. Op 1 september besloot de Législative dat de verkiezingen voor de Conventie op 2 september door moesten gaan? (Het zou tot 19 september duren.)
Op zondagochtend 2 september hielden Robespierre en Billaud-Varenne, zetelend in het stadhuis, een toespraak voor de commissarissen van de secties. Toen Danton binnenkwam met het nieuws over de val van Longwy en Verdun leidde het tot paniek. Het gerucht ging dat de hertog van Brunswijk zich had voorgenomen in Parijs te dineren. Robespierre beschuldigde Brissot publiekelijk van een complot met Pruisen. Danton riep patriotten op zich 's middags bewapend te verzamelen op de Champ-de-Mars. Hij riep op om deel te nemen aan de verdediging van Parijs. De stadspoorten werden gesloten, de stormklokken geluid en op het stadhuis werd een zwarte vlag uitgestoken. "Marat ried de vrijwilligers aan de hoofdstad niet te verlaten zonder eerst de vijanden van het volk hun gerechte straf te hebben doen ondergaan." Ook Marat beschouwde Brissot en Roland als verraders en verkondigde dat er een "nieuwe aderlating" zou moeten plaatsvinden; groter dan die op 10 augustus. Voor Danton was op dat moment de buitenlandse vijand belangrijker, dan de binnenlandse vijand.
Om twee uur 's middags begonnen de gruwelijkheden bij het transport van  24 weerspannige priesters van het stadhuis naar de gevangenis in de nabijheid van de Église Saint-Germain-des-Prés; 19 man werden op straat geëxecuteerd. Billaud-Varenne kwam kijken en bedankte het volk dat zijn plicht had gedaan. Hij beloofde een financiële tegemoetkoming. Een van de omstanders schreeuwde dat ze er allemaal aan zouden gaan als het vijandelijke leger eenmaal de stad binnen was; genade was niet op zijn plaats. De deurwaarder Stanislas-Marie Maillard vond dat het volk niet geremd moest worden. Er had zich ondertussen een enorme massa mensen verzameld. Volgens Madame de Staël waren de straten vol toen ze in haar koets van de Rue du Bac naar het Hôtel de Ville werd opgebracht. Tussen vijf en zes uur 's middags werden 116 priesters met bijlen en pieken afgeslacht in de kerk van het voormalige karmelietenklooster, tijdelijk dienst doend als "opvangcentrum". Ze waren daar opgesloten met de boodschap dat ze naar Guyana gedeporteerd zouden worden. In de militaire gevangenis naast de Abbaye, waar iedereen werd toegelaten, maar niemand naar buiten mocht zonder ondervraagd te zijn, gingen de bloedige werkzaamheden door. De commune zond een aantal commissarissen, die echter niets konden bereiken. Een volksrechtbank van twaalf man onder leiding van Maillard deed haar werk aan de hand van gevangenenlijsten. De voorzitter was kort van stof bij de leden van de Zwitserse Garde en lijfwachten. Hij vroeg de gevangene waarom hij gearresteerd was. Een leugen was fataal; 318 personen werden naar "La Force" gestuurd. Ze werden achter de deur meteen geëxecuteerd. De terechtstellingen schijnen tot maandagavond te zijn doorgegaan.
Tegen achten trok een groep naar de Conciergerie aan de Seine, waar nog eens honderd slachtoffers vielen. Om elf uur 's avond was een groep aanbeland bij de Châtelet aan de overkant van de rivier, waar 223 veroordeelden zijn vermoord. Op de daarop volgende dagen is de gevangenis "La Force" bezocht; Jacques-René Hébert had daar de leiding, 65 slachtoffers. Vervolgens is in het huis van bewaring Sainte-Pélagie, de Tour Saint-Bernard en het seminarie Saint Firmin huisgehouden. In de laatste twee instellingen vielen resp. 73 en 76 slachtoffers. Het Salpêtrière, gelegen buiten de stadsmuren, bestemd voor geestelijk gestoorde vrouwen, kinderen en prostituees, was op 3 en 4 september het doel.  Op 6 september werd het gesticht Bicêtre, nog verder van de stad, bestemd voor mannen en jongens, waar volgens geruchten 8.000 geweren lagen opgeslagen, bezocht. Resultaat: ca. 172 doden op de binnenplaats.
In de Bicêtre, La Force en de Abbaye hielden de terechtstellingen langer aan dan elders. Maria Louise van Savoye-Carignano, prinses de Lamballe, opgesloten in de vrouwenafdeling van "La Force", had haar leven kunnen redden door een eed van haat af te leggen tegen de koning, de koningin en de monarchie, maar weigerde. De hofdame van Marie Antoinette van Oostenrijk werd in een steeg vermoord? Haar hoofd is op een piek gezet en naar de Tour du Temple gevoerd, de plek waar de koninklijke familie zat opgesloten.

## Receptie

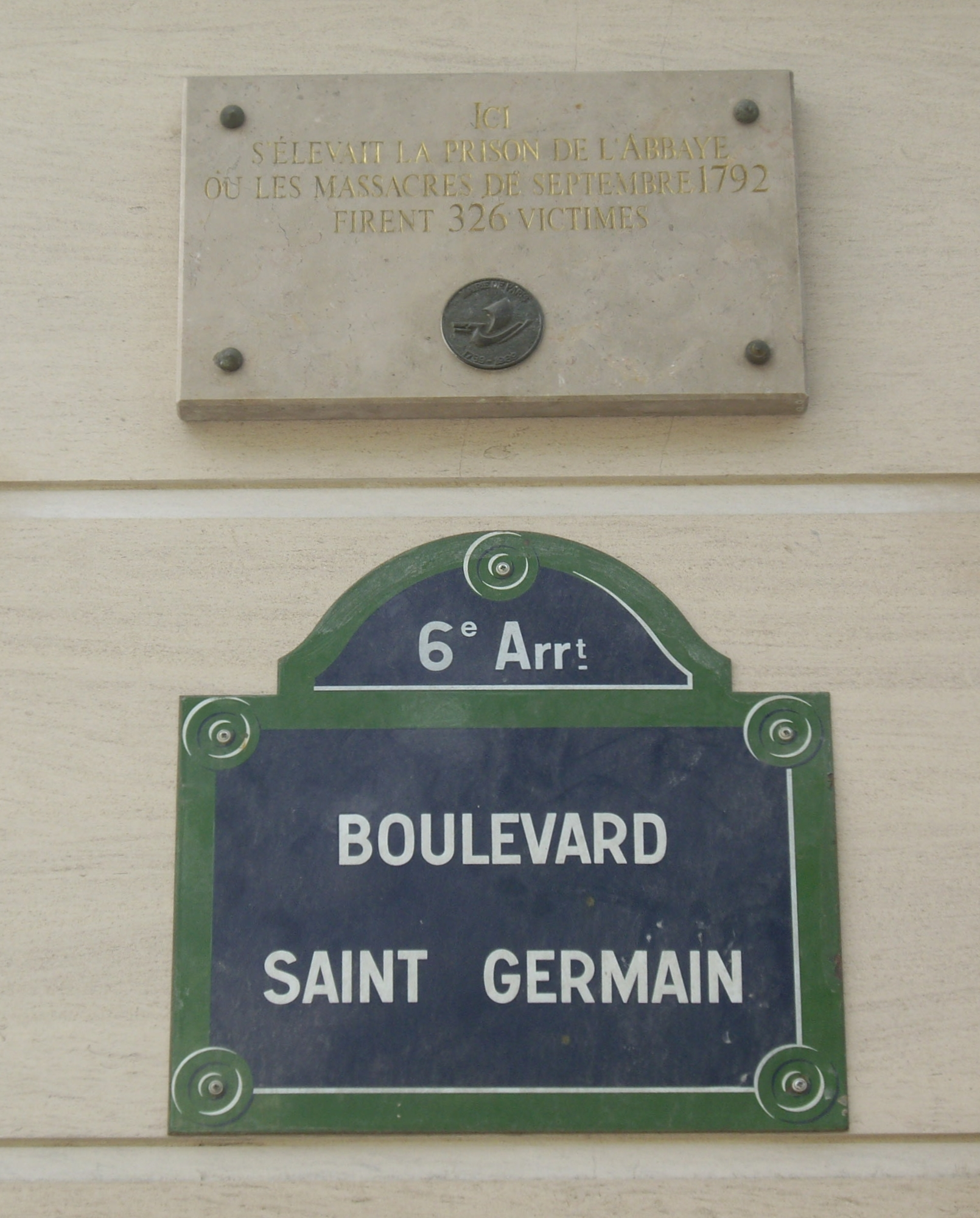
In de gevangenis van de abdij van Saint-Germain (huidige Boulevard Saint Germain) viel het grootste aantal slachtoffers. Er werden ca. 326 mensen vermoord

Gedurende 42 dagen trad de Uitvoerende Raad, een voorlopige regering, met Danton en Roland als ministers, in een machtsvacuüm op. Volgens Albert Soboul is het de periode van het Eerste Schrikbewind. Tegelijkertijd vonden ook de Verkiezingen voor de Franse Nationale Conventie 1792 plaats. (De opkomst was maar 10%.) De kiesmannen - de stemming was niet geheim - lijken te zijn geïntimideerd op 3 september; ze waren uitgenodigd naar de club der Jacobijnen te komen, terwijl de lijken van de slachtoffers in rijen opgestapeld lagen op de Pont au Change. De toekomstige Conventieleden zouden volgens Gautherot wel degelijk onder de indruk zijn geweest van de realiteit van de dreigementen. De Montagnards zouden (in de 48 secties) 22 van de 24 beschikbare Parijse zetels behalen.
Robespierre hield zich vanaf 26 augustus bezig met de verkiezingen. Hij sprak tussen 30 augustus en 2 september iedere dag de Commune toe.  Robespierre geassisteerd door Collot d'Herbois en Billaud-Varennes lieten Madame de Staël die de stad wilde ontvluchten, pas 's avonds laat gaan. Op 3 september stelde Robespierre voor om royalisten, Feuillants, etc. uit te sluiten als zijnde verkiesbaar. Het voorstel is door de kiescommissie aangenomen. Roland schreef 3 september een circulaire aan de openbare aanklagers, om de rust in Frankrijk te herstellen. Jean-Paul Marat  opperde Roland van zijn post te ontheffen en Brissot te laten opsluiten, maar Danton gaf daartoe geen toestemming (hetgeen hem later, tijdens zijn proces, nog onder de neus zou worden gewreven). 
Op 4 september zou in de club van de Jacobijnen de beslissing genomen zijn de monarchie af te schaffen. Getuigen meldden dat Panis, een van de leiders van de Septembermoorden, iedere ochtend bij Duplay, c.q. Robespierre binnenging om bij nieuwe orders op te halen? Tallien stuurde op 3 of 5 september een circulaire naar de départementen met de aanbeveling tegen contrarevolutionairen "dezelfde middelen toe te passen, zo noodzakelijk voor het algemeen welzijn". Van 4 tot 18 september liet Robespierre zich nauwelijks zien.
De autoriteiten wisten dat er voor 1 september werd gespeeld met de gedachte de gevangenen te vermoorden. De Assemblée Legislative, burgemeester Pétion, de Commune, Robespierre, Danton, de bierbrouwer Antoine Joseph Santerre, hoofd van de Nationale Garde en Roland, de minister van Binnenlandse Zaken) hadden het bloedbad kunnen stoppen. Ze hebben hun ogen gesloten, zagen het als noodzakelijk of wisten niet hoe ze moesten reageren op de lynchpartij. Danton vond volgens Madame Roland: "Zij moeten zichzelf maar redden." Olympe de Gouges en de krant van Jacques Pierre Brissot waren de enige die de Septembermoorden veroordeelden, maar ook de girondijnse politici werden na hun val in juni 1793 beschuldigd niet genoeg ondernomen te hebben.
Een drietal gevangenen is tijdig vrijgelaten. Zij werden beschermd door Robespierre, Manuel of de Wetgevende Vergadering. Ook Madame de Staël wist te ontkomen aan het bloedbad, beschermd door Manuel en Tallien. Ze had op 1 september nog een tweetal vrienden weten vrij te krijgen.
Op 5 november 1792 hield de Conventie een "nabeschouwing"; Robert Louvet nam de leiding en beschuldigde Robespierre. Die verklaarde dat Marat al die dagen maar één keer bij hem langs was geweest. Robespierre, Danton en Marat hielden vol dat de "nieuwe aderlating" een spontane volksbeweging was geweest. Marat, die in de Conventie meer vijanden dan vrienden had, stelde voor een andere locatie te zoeken voor de Conventie, zodat er 4.000 toeschouwers plaats konden nemen op de tribunes om beter hun voorkeur duidelijk te kunnen maken. Hun tegenstanders (de Girondijnen) spraken van een systematisch geplande samenzwering.  Er waren in totaal 75 incidenten in 32 departementen.
Er is geprobeerd ten minste Danton van alle blaam te zuiveren. Ook Jules Michelet poogde de moorden te minimaliseren, of te vergoelijken. Hij vermeldde evenwel dat bijna alle de slachtoffers kwaad berokkend hadden aan Frankrijk en sprak van een vreselijke rechtspleging (terrible justice). Winock vermoedde wel een doel en een zekere mate van coördinatie. Robert Lindet, een gematigd lid van de Comité van algemene veiligheid, schreef in 1801 dat er geen sprake was van een volksbeweging, en dat alles vooraf beraamd was. Op zondagmiddag stuurde de cipier van de Abbaye zijn vrouw en kinderen weg en de gevangenen kregen hun maal twee uur eerder dan gewoonlijk. Natuurlijk eisten ze een verklaring.) Ook Madame de Staël schreef dat er al voor 2 september geruchten waren gevangenen te vermoorden.